# 李伊
李伊（韓語：이엘，1982年8月26日—），韓國女演員，本名金智賢，其藝名亦被譯作李艾兒、李烈。

## 演藝經歷
李伊畢業於韓國名門學府成均館大學，進入演藝圈初期四處碰壁，常飾演小配角的工作。2016年，李伊在韓劇《孤單又燦爛的神－鬼怪》中飾演「三神奶奶」，對女主角金高銀呵護有加，也讓她打開知名度。 2017年，在出道14年後，李伊拿下韓國電視劇節「女子優秀賞」。

## 演出作品

### 網路劇
- 2021年：Apple TV+《Dr. Brain》飾演 玄秀晶

### 電視劇
- 2009年：MBC《做得好 做得妙》
- 2011年：KBS《Drama Special－白色聖誕節》飾演 吳崇惠
- 2011年：KBS《重案組》飾演 柳惠美
- 2011年：KBS《公主的男人》飾演 梅香
- 2012年：KBS《暴力羅曼史》飾演 劉美珍
- 2013年：MBC《七級公務員》飾演 朴素英
- 2013年：MBC《Drama Festival－混蛋逃出記》飾演 月香
- 2014年：MBC《媽媽的庭院》飾演 金慈卿
- 2014年：SBS《沒關係，是愛情啊》飾演 世羅
- 2014年：tvN《Liar Game》飾演 Jamie／吳靜雅
- 2014年：JTBC《下女們》飾演 姜氏夫人
- 2015年：SBS《離婚律師戀愛中》飾演 韓美莉
- 2015年：OCN《我的美麗新娘》飾演 孫惠靜
- 2015年：KBS《記得你》飾演 姜星恩
- 2015年：MBC every1《想像貓》飾演 獨孤順
- 2016年：MBC《Monster》飾演 玉彩玲
- 2016年：tvN《Entourage》李艾兒（特別出演）
- 2016年：tvN《孤單又燦爛的神－鬼怪》飾演 三神奶奶
- 2017年：OCN《Black》飾演 尹秀婉/金善英
- 2017年：tvN《花遊記》飾演 馬志英
- 2018年：KBS《最完美的離婚》飾演 陳宥英
- 2019年：tvN《當惡魔呼喊你的名字時》飾演 池瑞英
- 2022年：JTBC《我的出走日記》飾演 廉琦貞
- 2023年：ENA《幸福對決》飾演 張美浩
- 2024年：Netflix《浮游先生》飾演 奉珠莉
- 2025年：tvN《問問星星吧》飾演 姜兌熈
- 2025年：ENA《金子般我的明星》[3]飾演 高熙英
- 2025年：SBS《螳螂》 飾演

### 電影
- 2009年：《迷情密碼》饰演 英淑
- 2010年：《黃海追緝》饰演 珠英
- 2012年：《馬拉松夢想家》饰演 崔敏京
- 2012年：《光海，成為王的男人》
- 2014年：《女演員大作戰》饰演 莎拉
- 2014年：《高跟鞋》饰演 Dodo
- 2015年：《萬惡新世界》饰演 朱恩惠
- 2017年：《风风风》饰演 珍妮
- 2018年：《麻药王》饰演 年轻的同行（特别出演）
- 2019年：《鬼神的香氣（朝鲜语：귀신의 향기）》飾演 智姸
- 2020年：《聲命線索》飾演 鮮于子玉
- 2021年：《走向幸福的国家》饰演 金律师
- 2022年：《解禁男女》飾演 卉美
- 2022年：《夜叉：浴血谍战》饰演 熙元
- 2024年：《她死了》饰演 吴英珠

## 提名與獲獎列表
| 年份   | 頒獎典禮           | 獎項                | 作品                     | 結果 | 參考 |
| ------ | ------------------ | ------------------- | ------------------------ | ---- | ---- |
| 2021年 | 第42屆青龍電影獎   | 最佳女配角          | 《The Call：超時空通話》 | 提名 |      |
| 2023年 | 第59屆百想藝術大獎 | 電視部門 女子配角賞 | 《我的出走日記》         | 提名 |      |
| 2024年 | 第33屆釜日電影獎   | 最佳女配角          | 《她死了》               | 提名 |      |

## 外部連結
- 李伊的Instagram帳戶 
- 李伊的X（前Twitter）
- 李伊在NAVER上的资料